# Biểu thức (khoa học máy tính)
Biểu thức (tiếng Anh: expression) trong ngôn ngữ lập trình là sự kết hợp của một hay nhiều giá trị, hằng số, biến, toán tử, và hàm một cách tường minh mà ngôn ngữ lập trình diễn giải (theo nguyên tắc ưu tiên và liên kết của nó) và tính toán để sinh ra (return) giá trị khác, trong một môi trường có trạng thái. Quá trình này, theo như biểu thức toán học, được gọi là sự ước lượng (evaluation).
Trong các thiết lập đơn giản, giá trị trả về thường là một trong các kiểu cơ bản, như số, chuỗi, và logic; trong các thiết lập phức tạp hơn, nó có thể là một kiểu dữ liệu phức hợp. Trong lập trình hàm, kết quả trả về thường là hàm hay biểu thức, mà chính chúng có thể được đánh giá thêm.
Ví dụ, 2+3 là một biểu thức toán học và lập trình được đánh giá bằng 5. Một biến là một biểu thức bởi vì nó biểu thị một giá trị trong bộ nhớ, vậy nên y+6 là một biểu thức. Một ví dụ về biểu thức quan hệ là 4≠4, vốn được đánh giá là sai (false).